# La Femme en chemise
La Femme en chemise – ou La Danseuse – est un tableau réalisé par le peintre français André Derain en 1906. Cette huile sur toile exécutée dans un style fauve représente une danseuse rousse assise en blanc sur le bord d'un lit. Acquise par le collectionneur danois Johannes Rump auprès du marchand Daniel-Henry Kahnweiler en 1923, elle est conservée depuis 1928 au Statens Museum for Kunst, un musée d'art de Copenhague qui la considère comme l'un de ses dix chefs-d'œuvre.